# حبكة سيسيل
حبكة سيسيل (باليابانية: セシルのもくろみ) دراما يابانية مقتبسة من رواية تحمل نفس الاسم. عرضت على تلفزيون فوجي في 13 تموز 2017.

## القصة
ربة بيت متواضعة ليس لديها اهتمام بالازياء تتلقى عرضاً من مدير تحرير مجلة ازياء مشهورة لتكون إحدى عارضاتها.

## الممثلون
- يوكو ماكي بدور مياجي ناو.
- أيومي إيتو بدور أوكيتا إيري.
- ميتشيكو كيتشيسي بدور هاماغوتشي يوكاكو.
- ايتايا يوكا بدور كوروساوا جونكو.
- هاسيغاوا كوكو بدور ياسوناغا مايكو.
- كانيكو نوبواكي بدور ياماغامي كوهي.
- توكوي يوشيمي بدور ياسوهارا تومو.
- ليلي فرانكي بدور نانجو أكيرا.